# Justicia buchii
Justicia buchii är en akantusväxtart som beskrevs av Ignatz Urban. Justicia buchii ingår i släktet Justicia och familjen akantusväxter. Inga underarter finns listade i Catalogue of Life.